# Dall-As
Dall-As war eine von Karl Dall moderierte einstündige Comedy-Talkshow. 

## Geschichte
Sie wurde zwischen 1985 und 1991 vierzehntäglich auf RTLplus, heute RTL, ausgestrahlt. Es wurden pro Sendung mehrere prominente Gäste eingeladen. Zu den Konzepten der Sendung gehörte es, die Gäste zu irritieren und zu provozieren. Der Name bezieht sich auf die damals populäre Fernsehserie Dallas. Die Sendung erlangte im Jahr 1986 mediale Aufmerksamkeit, als Roland Kaiser eine Sendung verärgert vorzeitig verließ, nachdem es zu Unstimmigkeiten zwischen der Moderation und ihm kam; allerdings besuchte Kaiser die Sendung später erneut. Aufgezeichnet wurde die Sendung im Hotel Intercontinental in Stuttgart. Sie wurde eingestellt, als Dall den Sender wechselte. 
Ab 1992 nahm Dall mit der Serie Jux & Dallerei auf Sat.1 das Konzept wieder auf. In der Folge kam es zu einer Klage von RTL gegen Sat.1. Diese wurde durch das OLG München jedoch abgewiesen. RTL könne sich „nicht erfolgreich darauf berufen, die Idee, eine Sendung, in der prominente Talkshowgäste durch einen Talkmaster irritiert, provoziert, zur Enthüllung ihrer Persönlichkeit und möglichst zum verärgerten Verlassen der Show gebracht werden sollen, selbst gehabt zu haben.“
Auf Sat.1 lief die neue Serie bis 1994.